# Boborás
Boborás ist eine spanische Gemeinde (Concello) mit 2.199 Einwohnern (Stand: 2024) in der Provinz Ourense der Autonomen Gemeinschaft Galicien.

## Geografie
Boborás liegt am nordwestlichen Rand der Provinz Ourense ca. 25 Kilometer nordwestlich der Provinzhauptstadt Ourense.
Umgeben wird Boborás von den fünf Nachbargemeinden:
| Beariz | O Irixo                                     |              |
|        | Kompassrose, die auf Nachbargemeinden zeigt | O Carballiño |
| Avión  | Leiro                                       |              |

Boborás ist Teil eines Gebiets, das durch sehr unregelmäßiges Gelände gekennzeichnet ist, obwohl es keine nennenswerten Erhebungen gibt. Die höheren Gipfel sind in Richtung Nordwesten entlang der Bergkette Altos de Grandueira mit Höhen über 800 m zu finden.
Innerhalb der Gemeinde werden zwei Zonen unterschieden, im Süden, wo sich die Weinberge mit den Wäldern vermischen und der zentrale und nördliche Bereich, in dem Wiesen vorherrschen.
Die wichtigsten Flüsse sind:
- der Río Aria, der an der Grenze zur Nachbargemeinde Leiro von in Östlicher Richtung entlang fließt und im äußersten Südwesten zum Encoro de Albarellos aufgestaut wird,
- der Río Viñao, der das Gemeindegebiet von Nord nach Süd durchquert, ebenfalls einen verhältnismäßig kleinen Stausee bildet und als linker Nebenfluss in den Stausee mündet,
- der Río Doade ou Cardelle, der abschnittsweise an der Grenze zur Nachbargemeinde Avión entlang fließt und in den Encoro de Albarellos mündet und
- der Río Aranteiro, der abschnittsweise an der Grenze zur Nachbargemeinde O Carballiño entlang fließt und als linker Nebenfluss in den Río Aria mündet.[4]

## Klima
|                        | Jan  | Feb  | Mär  | Apr  | Mai  | Jun  | Jul  | Aug  | Sep  | Okt  | Nov  | Dez  |   |      |
| Mittl. Temperatur (°C) | 6,2  | 6,6  | 8,9  | 10,7 | 13,5 | 17,1 | 18,9 | 19,2 | 17,4 | 13,8 | 8,9  | 6,7  | ⌀ | 12,4 |
| Mittl. Tagesmax. (°C)  | 10,1 | 11,1 | 13,8 | 15,6 | 18,4 | 22,3 | 24,4 | 25   | 23,1 | 18,3 | 12,8 | 10,8 | ⌀ | 17,2 |
| Mittl. Tagesmin. (°C)  | 2,6  | 2,3  | 4,2  | 5,8  | 8,4  | 11,8 | 13,5 | 13,8 | 12,3 | 9,5  | 5,4  | 3,1  | ⌀ | 7,8  |
|                        |      |      |      |      |      |      |      |      |      |      |      |      |   |      |
| Niederschlag (mm)      | 169  | 121  | 124  | 135  | 116  | 63   | 38   | 47   | 84   | 178  | 178  | 169  | Σ | 1422 |
|                        |      |      |      |      |      |      |      |      |      |      |      |      |   |      |
| Sonnenstunden (h/d)    | 3,6  | 4,8  | 5,8  | 6,6  | 7,4  | 8,4  | 8,4  | 8,3  | 7,6  | 5,8  | 4,1  | 3,8  | ⌀ | 6,2  |
|                        |      |      |      |      |      |      |      |      |      |      |      |      |   |      |
| Regentage (d)          | 10   | 9    | 8    | 11   | 11   | 7    | 5    | 5    | 7    | 10   | 11   | 10   | Σ | 104  |
|                        |      |      |      |      |      |      |      |      |      |      |      |      |   |      |
| Luftfeuchtigkeit (%)   | 88   | 83   | 79   | 79   | 78   | 75   | 72   | 70   | 72   | 81   | 86   | 86   | ⌀ | 79,1 |

| 2,6 |

| 2,3 |

| 4,2 |

| 5,8 |

| 8,4 |

| 11,8 |

| 13,5 |

| 13,8 |

| 12,3 |

| 9,5 |

| 5,4 |

| 3,1 |

| 2,6 |

| 2,3 |

| 4,2 |

| 5,8 |

| 8,4 |

| 11,8 |

| 13,5 |

| 13,8 |

| 12,3 |

| 9,5 |

| 5,4 |

| 3,1 |

Das Klima zeichnet sich durch mäßig warme Sommer und milde Winter aus. Knapp die Hälfte der Jahresniederschläge fällt in den vier Monaten Oktober bis Januar. Oktober und November sind hierbei die feuchtesten Monate des Jahres und sind jeweils mehr als viermal so niederschlagsreich wie der Juli, der trockenste Monat des Jahres. Luftfeuchtigkeit und Niederschlagsmengen nehmen generell in den Sommermonaten Juni bis September ab. Das Klima ist als Mittelmeerklima (Csb-Klima) nach Köppen und Geiger klassifiziert.

## Bevölkerungsentwicklung der Gemeinde
Quelle: INE-Archiv – grafische Aufarbeitung für Wikipedia
Nach einem Anwachsen der Gemeindegröße auf knapp 7500 Einwohner zu Beginn des 20. Jahrhunderts sank die Zahl der Bevölkerung in der Folgezeit bis unter 2500. Ein besonders markanter Rückgang ist zwischen 1960 und 1970 zu verzeichnen, als die Gemeinde in dieser Dekade allein mehr als ein Drittel ihrer Bevölkerung verlor.
| Männer | Alterstufe | Frauen |
| ------ | ---------- | ------ |
| 4      | 100+       | 8      |
| 8      | 95–99      | 10     |
| 14     | 90–94      | 51     |
| 73     | 85–89      | 95     |
| 70     | 80–84      | 110    |
| 78     | 75–79      | 107    |
| 102    | 70–74      | 118    |
| 71     | 65–69      | 79     |
| 75     | 60–64      | 101    |
| 70     | 55–59      | 77     |
| 64     | 50–54      | 57     |
| 81     | 45–49      | 48     |
| 67     | 40–44      | 57     |
| 52     | 35–39      | 47     |
| 44     | 30–34      | 46     |
| 32     | 25–29      | 36     |
| 29     | 20–24      | 19     |
| 23     | 15–19      | 18     |
| 31     | 10–14      | 25     |
| 40     | 5–9        | 32     |
| 24     | 0–4        | 13     |

Am 1. Januar 2021 waren ca. 45 % der Bevölkerung (rund 50 % der Männer und rund 42 % der Frauen) im erwerbsfähigen Alter (20–64), während dieser Wert für ganz Spanien ca. 61 % betrug.
Eine erhebliche Überalterung der Bevölkerung der Gemeinde zeigt folgende Tabelle, bei der das Verhältnis von Gruppen von älteren Personen mit Gruppen von Personen der jüngeren Generation verglichen wird:
| Alter | Anzahl Personen | Alter | Anzahl Personen | Provinz | Galicien | Spanien |
| ----- | --------------- | ----- | --------------- | ------- | -------- | ------- |
| 60–64 | 100             | 20–24 | 27              | 51      | 58       | 79      |
| 55–59 | 100             | 15–19 | 28              | 49      | 57       | 71      |
| 50–54 | 100             | 10–14 | 46              | 50      | 56       | 68      |

## Gemeindegliederung
Die Gemeinde Boborás ist in 14 Parroquias gegliedert:
| Parroquias         | Patrozinium   | Einwohner 2024 | Fläche km² | Dichte Einw./km² | Höhe msnm | Ortskennzahl |
| ------------------ | ------------- | -------------- | ---------- | ---------------- | --------- | ------------ |
| Albarellos         | San Miguel    | 199            | 11,00      | 18               | 420       | 32013010000  |
| Astureses          | San Xulián    | 152            | 4,29       | 35               | 518       | 32013020000  |
| Brués              | San Fiz       | 212            | 5,72       | 37               | 460       | 32013030000  |
| Cameixa            | San Martiño   | 242            | 6,75       | 36               | 418       | 32013040000  |
| Cardelle           | San Silvestre | 32             | 4,05       | 8                | 308       | 32013050000  |
| Feás               | Santo Antón   | 338            | 12,50      | 27               | 482       | 32013060000  |
| Laxas              | San Xoán      | 56             | 1,59       | 35               | 342       | 32013100000  |
| Moldes             | San Mamede    | 149            | 4,67       | 32               | 360       | 32013120000  |
| Moreiras           | Santa Mariña  | 126            | 14,00      | 9                | 504       | 32013130000  |
| Pazos de Arenteiro | San Salvador  | 117            | 2,44       | 48               | 134       | 32013140000  |
| O Regueiro         | San Pedro     | 142            | 4,81       | 30               | 503       | 32013150000  |
| Xendive            | San Mamede    | 86             | 4,74       | 18               | 405       | 32013070000  |
| Xurenzás           | San Pedro     | 91             | 5,54       | 16               | 517       | 32013080000  |
| Xuvencos           | Santa María   | 290            | 5,74       | 51               | 466       | 32013090000  |

Der Sitz der Gemeinde befindet sich in Boborás in der Parroquia Xuvencos.

## Geschichte
Die Geschichte der Gemeinde beginnt im Mittelalter bemerkenswert zu sein, da in dieser Zeit auch verschiedene religiöse und militärische Orden in der Gegend gegründet wurden, wie die Chorherren vom Heiligen Grab, der Templerorden oder der Malteserorden. Alle diese Orden haben ihre Spuren in den vielen zivilen und religiösen Gebäuden der Gegend hinterlassen, die großes historisches und künstlerisches Interesse wecken.

## Sehenswürdigkeiten
| Name                                         | Beschreibung | Bild         |
| -------------------------------------------- | --- | ------------ |
| Kirche San Miguel de Albarellos              | Die von gewisser Schlankheit geprägte Kirche besitzt ein einzelnes Kirchenschiff. Der Altarraum ist höher gebaut als das restliche Langhaus. Der Glockenturm ist im barocken Stil von hoher Qualität in seiner Verzierung. Er besitzt zwei Ebenen. Die unterste besitzt einen viereckigen Querschnitt und eine Steinbalustrade während der oberste ebenfalls mit einer Balustrade einen polygonalen Querschnitt mit abgerundeten Ecken hat. An der Spitze des Turms erhebt sich eine Kuppel. |              |
| Kirche San Xulián de Astureses               | Sie zeigt einen romanischen Übergangsstil mit dem Einfluss der Gotik in den umgebenden Bögen. Die Kirche besitzt einen rechteckigen Grundriss mit einem Schiff und halbkreisförmiger Apsis. An der Fassade befindet sich ein Eingangsportal mit drei Archivolten, die auf Säulen mit Kapitellen Pflanzenmotiven und gegenüberliegenden Tauben ruhen. Der Eingang ist zwischen zwei Stützpfeilern eingerahmt, die oben durch ein Gesims verbunden sind, das von fünf Kragsteinen getragen wird. Die Apsis besitzt eine große Fülle von Verzierungen, sowohl in den drei Fenstern als auch in den Kragsteinen mit Formen von Monstern und Tieren mit Büchern und Musikinstrumenten. Die Kirche wurde am 29. März 1946 per Dekret zum Denkmal erklärt. |              |
| Kirche San Fiz de Brués                      | Sie ist mit Granitmauerwerk errichtet. Die Kirche besitzt ein einzelnes Kirchenschiff mit einem höher gebauten Altarraum. Die Hauptfassade ist im Barockstil gehalten, mit Stäben und klassizistischen Ornamenten an Türen und Fenstern, die in einem nüchterneren Glockenturm enden. An den oberen Ecken der Fassade pyramidenförmige Fialen mit Kugelspitzen. |              |
| Ponte Vella de Brués                         | Sie überbrückt Fluss Viñao, der durch die Parroquia Brués südöstlich der Ortschaft A Ponte führt, an einer alten Königsstraße, die von Ourense nach Pontevedra führte. Es handelt sich um eine mittelalterliche Quaderbrücke mit Spitzbögen, Geländer und zwei Jochen. Auf Quadern sind Steinmetzzeichen zu erkennen. Die Brücke ist mit Schiefer und Flusssteinen gepflastert. An der östlichen Seite befindet sich ein kleiner Stein mit dem Wappen der Familie Ulloa und den Buchstaben „MT“, die auf den Reisenden hinweisen, dass er die Ländereien des Grafen von Monterrei betritt. |              |
| Kirche San Martiño de Cameixa                | Die Kirche San Martiño de Cameixa gehört zum romanischen Stil und stammt aus dem 12. Jahrhundert. Sie besteht aus einem einzelnen Schiff und einer Apsis sowie einer Seitenkapelle, die als Sakristei dient. Die Dekoration konzentriert sich hauptsächlich auf das Haupt- und auf das Seitenportal und reduziert sich in der Apsis auf eine Reihe von Blendbögen oberhalb von Kragsteinen. Das Hauptportal wird von zwei Stützpfeilern und zwei Säulenpaaren flankiert, die sich an Kapitelle lehnen, die mit Pflanzenmotiven verziert sind. Das Herausragendste im Inneren ist der Triumphbogen, der in die Apsis übergeht. Er ruht auf Kapitellen, die mit geometrischen und pflanzlichen Motiven verziert sind, während die Apsis im Hintergrund den prächtigen Altaraufsatz aus Holz von Mestre Sueiro beherbergt. Zentral ist eine Darstellung des heiligen Martin als Bischof zu sehen. Zu seiner Linken die Figur des Heiligsten Herzens Jesu und auf der anderen Seite eine Skulptur der Unbefleckten. Die Kirche ist seit 1982 als Bien de Interés Cultural eingetragen. |              |
| Kirche San Silvestre de Cardelle             | Es ist eine einschiffige Kirche mit einem erhöhten Altarraum. Der Glockenturm ist in volkstümlicher barocker Art gehalten mit einem dreieckigen Giebel und einem einfachen Kreuz abgeschlossen. |              |
| Kirche San Xoán de Laxas                     | Das Gebäude ist romanischen Ursprungs mit späteren Umbauten in einem Mauerwerk aus Werksteinen. Es besteht aus einem einschiffigen Langhaus mit erhöhten Altarraum und Seitenkapellen. Oberhalb der Eingangstür befindet sich eine Fensterrose. Die Front endet in einem doppelbogigen Glockenturm und pyramidenförmigen Fialen mit Kugelspitze an den Ecken. Die Kragsteine an einer der Seiten des Hauptschiffs und die äußeren Stützpfeiler stammen aus dem Mittelalter. Zwölf Kreuze an seinen Außenwänden sind als Kreuzweg markiert. |              |
| Kirche San Mamede de Moldes                  | Die romanische Kirche erhebt sich auf einem alten Castro. Sie ist im romanischen Stil und stammt aus dem späten 12. und frühen 13. Jahrhundert. Sie besteht aus einem langgestreckten, rechteckigen Schiff, das mit einem Tonnengewölbe bedeckt ist. Die Verzierung konzentriert sich auf die Hauptfassade und auf die Traufen des Kirchenschiffs und der Apsis. In der Hauptfassade befindet sich eine verzierte Tür, die ins Innere der Kirche führt, die aus zwei Archivolten mit Bögen besteht, die von einer Kammer mit zwei Reihen Blättern gekrönt werden. An der Südwand der Kirche ist eine Kapelle angebaut, deren äußere Struktur auf einen späteren Bau hindeutet, wie im Inneren zu sehen ist. Darin ruhen die Überreste des galicischen Schriftstellers und Denkers Antón Losada Diéguez aus Moldes. Das Tympanon ruht auf einfachen Kragsteinen und im Inneren befindet sich ein rotes lateinisches Kreuz, das die Kirche mit dem Tempelorden verbindet. Das Innere zeigt einen großen Triumphbogen in Spitzbogenformt, der auf Säulen gestützt wird. Die Kirche wurde am 5. April 1946 per Dekret zum Denkmal erklärt. |              |
| Kirche San Benito de Moldes                  | In der Parroquia Moldes gibt es auch eine neuere Kirche, die sich in der Nähe von A Carballeira befindet und als Kirche San Benito de Moldes bekannt ist. Sie ist eine sehr langgestreckte rechteckige Kirche mit einem einzelnen Schiff. Der Altarraum ist erhöht und die Mauerabschlüsse sind aus Granitmauerwerk. An der Hauptfassade finden wir eine Tür mit einem Sturz und einem Rundfenster darüber. Die Gebäudeecken sind mit zinnenförmigen Fialen verziert. Der Glockengiebel zeigt doppelte rundbogenförmige Öffnungen. |              |
| Pazo Losada                                  | Der Pazo Losada, der der Familie des Schriftstellers Antón Losada Diéguez gehört, behält seine ursprüngliche Struktur bei, wenn auch mit einigen späteren Erweiterungen. Auf demselben Grundstück befand sich eine kleine Kapelle. Im Inneren des Herrenhauses sind alte Möbel, Gemälde und Stücke erhalten. Einer der bemerkenswertesten Räume ist die persönliche Bibliothek von Antón Losada Diéguez, die unveröffentlichte Dokumente wie Briefe an den Intellektuellen aus Moldes enthält. Auf dem Außenbalkon des Pazo wird jedes Jahr im Juni der Preis Antón Losada Diéguez von den Parroquis Boborás und O Carballiño zusammen mit dem Provinzrat von Ourense verliehen. |              |
| Mühle am Río Arenteiro                       | Das Gebäude liegt nordöstlich des Zentrums von Moldes und der Kirche San Mamede. Es handelt sich um eine Wassermühle mit fünf Kanälen und mit Kreuzen und einem mit „S“ verzierte Pfosten, die möglicherweise auf die Zugehörigkeit zum Kloster Sobrado dos Monxes hinweisen. Die Mühle hat eine weitere unleserliche Inschrift auf dem Türsturz in einer der Kanäle. Die Mühle wurde per Ministerialerlass vom 30. November 1976 zum Denkmal erklärt (BOE vom 01.10.77). |              |
| Brücke Castro Cavadoso                       | Sie überbrückt den Río Arenteiro und dient als Verbindung der Parroquias O Carballiño und Boborás. Sie diente als Durchgang zu einer alten Straße, die nach Castro Cavadoso und Moldes führte. Das Bauwerk stammt wahrscheinlich aus dem Mittelalter, ist auf der Basis von Quadermauerwerk errichtet und hat einen einzelnen Halbkreisbogen, der auf dem Felsen selbst ruht. Die Straße ist gepflastert und leicht abfallend, um Abwasser abzulassen und so ihre Durchlässigkeit und den Kontakt mit dem Bogen selbst zu vermeiden. |              |
| Kirche Santa Mariña de Moreiras              | Einschiffige Kirche aus dem 18. Jahrhundert, aus Granitmauerwerk errichtet. Hauptfassade mit Sturztür und darüber liegendem Rundfenster. Sie endet in einem Glockenturm mit Gesims, einer doppelten Glockenöffnung einem Kreuz an der Spitze. |              |
| Historisches Ensemble von Pazos de Arenteiro | Pazos de Arenteiro ist das einzige historisch-künstlerische Ensemble seit 1973, das im ländlichen Galicien existiert und eines der 27 historischen Zentren Galiciens. Pazos de Arenteiro ist eines der am besten erhaltenen Bauwerke der galicischen Architektur. Es besteht aus einer romanischen Kirche, einer Reihe wichtiger Herrenhäusern und großen Häusern sowie zwei Brücken mittelalterlichen Ursprungs. Pazos de Arenteiro kann sich rühmen, ein Ort mit 1000 Jahren dokumentierter Geschichte zu sein. Die erste Erwähnung erscheint 1158 im Testament oder Schenkungsschreiben des Abtes Pelagio Gonçálvez an sein Kloster San Clodio. In diesem Dokument gaben sie ihm den Namen „Paläste von Argentario“. Der Glanz dieser Ortschaft kam zuerst ab dem 12. Jahrhundert durch die Chorherren vom Heiligen Grab und 1542 durch den Malteserorden, der wahre Impulsgeber des sozio-ökonomischen Lebens dieser Ortschaft. Der Weinhandel der ab dem 16. Jahrhundert zu einem großen wirtschaftlichen Wohlstand beitrug und zur Urbanisierung und Pracht führte, die sich in den Pazos in der Barockzeit widerspiegelt. Die romanische Kirche San Salvador aus dem 12. Jahrhundert ist ein imposantes Gebäude. In seinem Inneren das Altarbild des Aroúxeles des Meisters de Sobrado und der Maria lactans aus dem 16. Jahrhundert. Auf der Außenseite ist die romanische Fassade ein großartiges Beispiel für diesen Stil, ebenso wie die Apsis und die Renaissancefassade. |              |
| Kirche San Mamede de Xendive                 | Sie ist eine Kirche gotischen Ursprungs, obwohl das ursprüngliche Mauerwerk im Laufe der Jahrhunderte durch viele Umgestaltungen verschwunden ist. Das Mittelschiff endet in einem höheren Altarraum mit drei Apsiden an den Stirnseiten als Querschiff und Apsis. Die Fassade wurde im 19. Jahrhundert restauriert und ist glatt und durch vier Pilaster gegliedert, die eine Verkleidung tragen. Sie brechen in der Mitte in zwei Buchten für die zentrale Tür. Der klassizistische Glockenturm ist mit zinnenförmigen Fialen und Kugeln verziert. Er besitzt zwei Ebenen, die untere mit quadratischem Querschnitt und einer Metallbalustrade und die obere mit achteckigem Querschnitt und einer Kuppel. |              |
| Kirche San Pedro de Xurenzás                 | Sie ist von großer konstruktiver Einfachheit mit einem allgemeinen Fehlen von Verzierungen an der Außenseite. Vom Hauptschiff geht der Altarraum durch einen leicht spitz zulaufenden Triumphbogen. Auf der Südseite befindet sich eine kleine Kapelle. Im Inneren hat es zwei seitliche Erhöhungen, die mit Steinvordächern und einer Auslegung als Spitzbogen bedeckt sind, wobei als tragende Elemente Heiligenfiguren und eine eckige Säule mit byzantinischem Kapitell verwendet werden. Diese Vordächer sind nur noch in fünf Kirchen in ganz Europa erhalten. | Hauptfassade |
| Kirche Santa María de Xuvencos               | Obwohl sie mehrere Umarbeiten hinter sich hat, gehört sie zu den Kirchen im ländlichen romanischen Stil mit einigen Veränderungen der ursprünglichen Struktur und Ausstattung. Die Skulpturen- und Goldschmiedearbeiten gehören zum Barockstil. Der Bau aus Werksteinen besitzt einen erhöhten Altarraum, mit Kragsteinen verzierte Seitenwände und ein Eingangsportal mit Archivolten. Der Glockenturm besitzt zwei Ebenen und ist mit Fialen mit Kugeln an ihren Spitzen verziert. |              |

## Wirtschaft
Die Gemeinde liegt im Weinbaugebiet des Ribeiro.
| Ackerbau, Viehzucht und Fischerei                                                  | 017 | 03,23  |
| Industrie                                                                          | 088 | 016,70 |
| Bauwirtschaft                                                                      | 064 | 012,14 |
| Dienstleistungsbetriebe                                                            | 358 | 067,93 |
| Total                                                                              | 527 | 100,00 |
| * Daten aus dem Statistischen Amt für Wirtschaftliche Entwicklung in Galicien, IGE |     |        |

## Verkehr

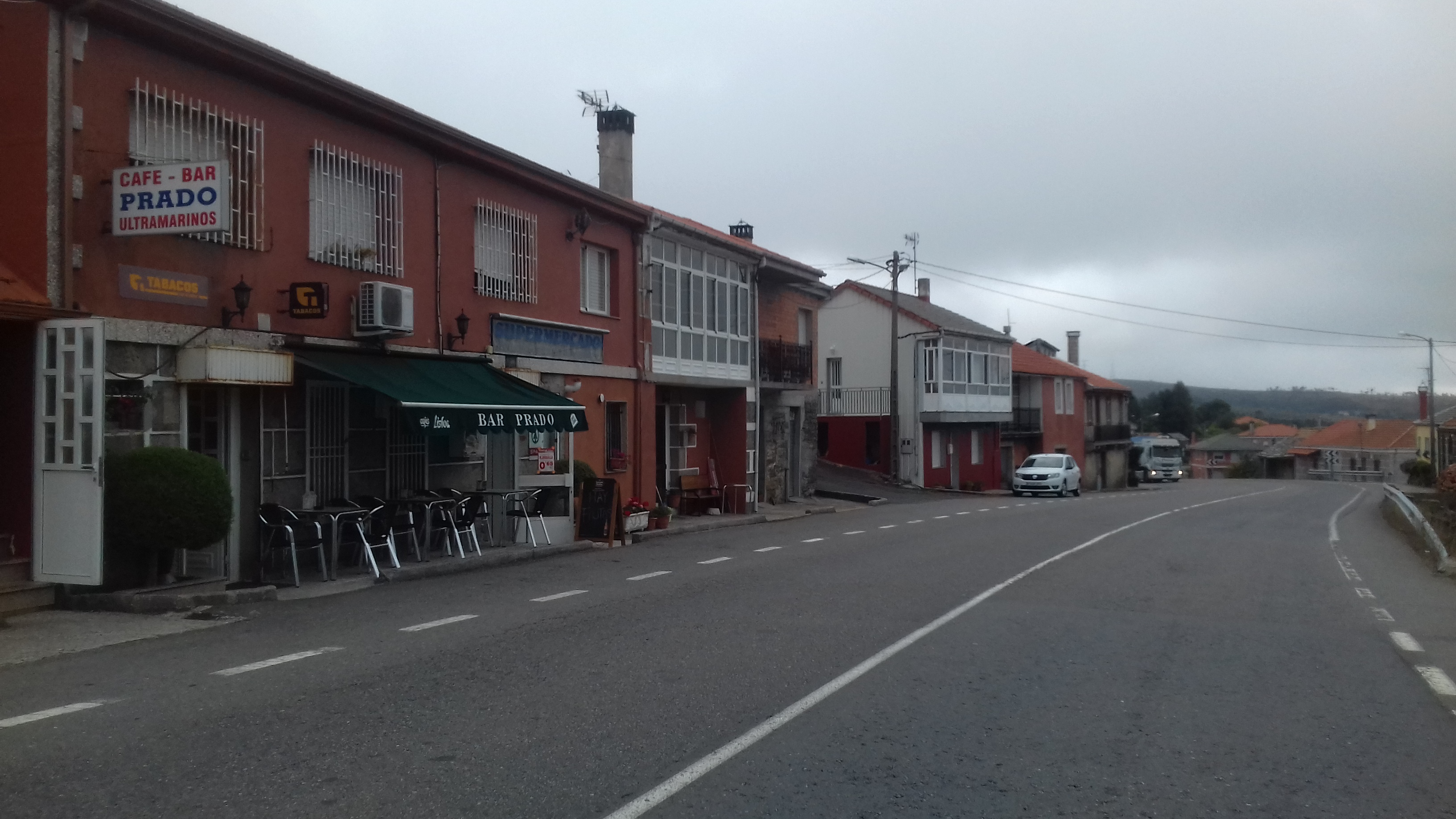
N-541 in der Parroquia O Regueiro

Die Hauptverbindung der Gemeinde ist die Nationalstraße N-541, die das Gemeindegebiet von Südost nach Nordwest durchquert. Sie führt nach Punxín über O Carballiño im Südosten und nach Pontevedra über Beariz im Westen. Kleinere Landstraßen sorgen für Verbindungen mit den anderen Nachbargemeinden.
Die Eisenbahnstrecke von Ourense nach Santiago de Compostela durchquert das Gebiet der Gemeinde aktuell ohne Haltepunkt.

## Persönlichkeiten

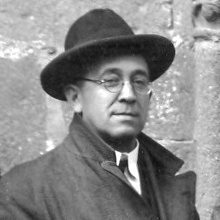
Antón Losada Diéguez im Jahre 1928

- Antón Losada Diéguez (* 22. Dezember 1884 in der Parroquia Moldes, † 15. Oktober 1929 in Pontevedra) war Schriftsteller, galicischer Politiker, Mitglied der Irmandades da Fala von Ourense, Förderer der Zeitschrift Nós und Korrespondent der Real Academia Galega.
- Milagros Caiña Carreiro-Andree (* 1962 in Boborás), Wirtschaftsmanagerin, Vorstandsmitglied der BMW AG